# Кочебуж
Кочебуж — гора в Стругокрасненском районе Псковской области, высшая точка Лужской возвышенности. Расположена недалеко от истока Псковы, в 29 км к западу от Струг-Красных. Абсолютная высота — 204,8 метров по данным 1987 года.
Вершина полностью заросла лесом. В 3 км. к северо-востоку расположена деревня Высокое. В  5 км к юго-западу находится деревня Княжицы.